# Чукуркишлак
Чукуркишлак (узб. Chuqurqishloq, Чуқурқишлоқ) — міське селище в Узбекистані, в Шахрисабзькому районі Кашкадар'їнської області.
Статус міського селища з 2009 року.